# Mecaspis
Mecaspis — род долгоносиков из подсемейства Lixinae.

## Описание
Надкрылья с явственными, косо срезанными, но выступающими плечами, основание их несколько шире основания переднеспинки, которая имеет укороченную спереди серединную бороздку. Надкрылья у вершин на пятом промежутке с небольшими бугорками.

## Виды
Некоторые виды:
- Mecaspis alternans (Herbst, 1795)
- Mecaspis bedeli Faust, 1904
- Mecaspis emarginata (Fabricius, 1787)
- Mecaspis incisurata (Gyllenhal, 1834)
- Mecaspis nana (Gyllenhal, 1834)
- Mecaspis striatella (Fabricius, 1792)